# 사메트 아카이딘
사메트 아카이딘(튀르키예어: Samet Akaydin, 1994년 5월 13일 ~ )은 차이쿠르 리제스포르와 튀르키예 국가대표팀에서 센터백으로 활약하는 튀르키예의 프로 축구 선수이다.

## 구단 경력

### 아다나 데미르스포르
아카이딘은 2023-24년 시즌이 끝날 때까지 쉬페르리그의 아다나 데미르스포르로 이적했다. 2021년 1월 23일, 그는 부르사스포르를 상대로 데뷔 전을 치렀다. 2021년 9월 18일, 그는 차이쿠르 리제스포르를 상대로 쉬페르리그 데뷔 전을 치르며 3-1 승리를 거두었다.
그는 클럽에서 매우 성공적인 활약을 보여주었고, 팀에서 49번의 쉬페르리그 경기 (4골)와 6번의 TFF 1. 리그 경기에 출전했으며, 튀르키예 쿠파스 경기에 세 번 출전하고 1골을 기록했다. 그는 성공적인 시즌을 보냈고 국가대표팀에 선발되었다.

### 페네르바흐체
2023년 12월 4일, 아카이딘은 2026-27년 시즌이 끝날 때까지 튀르키예 클럽 페네르바흐체와 계약했다. 그는 2023년 1월 15일, 가지안테프 FK와의 원정 경기에서 2-1로 승리하며 팀의 쉬페르리그 데뷔 전을 치렀다.
2023년 3월 9일, 그는 세비야와의 UEFA 유로파리그 16강전에서 대륙별 데뷔 전을 치렀다.
2024년 11월 10일, 그는 시바스스포르를 상대로 팀에서 첫 골을 넣었다.

## 국가대표팀 경력
아카이딘은 2022년 11월 19일, 체코와의 친선 경기에서 2-1로 승리하며 튀르키예 국가대표팀으로 데뷔했다.
아카이딘은 UEFA 유로 2024에 자국 대표로 선발되었다. 특히 조별 리그에서 포르투갈에 3-0으로 패한 경기에서 알타이 바이은드르를 제치고 박스 밖에서 자책골을 넣었다. 7월 6일, 그는 대회 8강전에서 네덜란드를 상대로 2-1로 패하며 첫 국제 대회 골을 넣었다.

## 플레이 스타일
아카이딘은 빠르고 공격적이며 신체적으로 강하고 끈질긴 수비수로, 워크레이트, 에너지, 태클 스타일로 유명했다. 키 때문에 세트피스에서도 공중 위협을 받았다.